# 20 Zwienigorodzka Dywizja Pancerna
20 Zwienigorodzka Dywizja Pancerna, ros. 20-я танковая Звенигородская Краснознамённая дивизия (20 DPanc) – związek taktyczny wojsk pancernych Sił Zbrojnych ZSRR.

## Historia
20 Dywizja Pancerna powstała w czerwcu 1945 roku w wyniku przeformowania 20 Korpusu Pancernego. Korpus ten utworzono w 1942 roku. W jego skład wchodziły trzy brygady pancerne (8., 80. i 155.) i brygada piechoty zmotoryzowanej (7.) oraz dwa pułki artylerii samobieżnej. W styczniu 1943 roku korpus wszedł w skład 3. Armii Ogólnowojskowej Frontu Briańskiego. W maju 1944 roku włączono go do jednostek rezerwy Naczelnego Dowództwa Armii Czerwonej.
W marcu 1945 roku korpus przerzucono na terytorium Polski, gdzie wziął udział w walkach o miasto-twierdzę Głogów. Po zakończeniu wojny, w maju 1945 roku, podporządkowano go Dowództwu Północnej Grupy Wojsk. W drugiej połowie czerwca korpus przeniesiono do miejscowości Dęba w województwie rzeszowskim. Pod koniec czerwca 1945 roku przekształcono go w 20. Dywizję Pancerną. We wrześniu 1946 roku dywizja została rozmieszczona w Opolu i Brzegu. Na przełomie 1950 i 1951 roku po raz kolejny zmieniła dyslokację. Jej oddziały rozlokowano w garnizonach: Świętoszów, Strachów, Świdnica, Szprotawa i Trzebień. Potem skoncentrowano je Świętoszowie i Strachowie (Pstrąże).
W 1968 roku wzięła ona udział w Operacji Dunaj na terytorium Czechosłowacji. Do 1992 roku dywizja stacjonowała w garnizonie Świętoszów i Pstrąże. Ostatnim dowódcą 20 KPanc i pierwszym dowódcą dywizji został gen. por. Iwan Łazariew. Ostatnim natomiast dowódcą dywizji był gen. mjr Aleksander Juszkiewicz.
W 1992 roku Dywizję wyprowadzono z Polski i przemieszczono do Charkowa, gdzie ją rozformowano.
20 DPanc jako spadkobierczyni tradycji 20 KPanc używała w nazwie tytułu „Odznaczona Orderem Czerwonego Sztandaru”.

## Struktura organizacyjna (1990)
- Dowództwo i Sztab (JW 70413) — Świętoszów
- 8 gwardyjski pułk czołgów (JW 31695) — Świętoszów
- 76 gwardyjski Orszański pułk czołgów (JW 52801) — Pstrąże
- 155 pułk czołgów (JW 68415) — Świętoszów
- 144 pułk zmechanizowany (JW 61412) — Pstrąże
- 1052 pułk artylerii samobieżnej (JW 12255) — Świętoszów
- 459 pułk rakiet przeciwlotniczych (JW 33593) — Świętoszów
- 595 dywizjon rakiet taktycznych (JW 82492) — Świętoszów
- 96 batalion rozpoznawczy (JW 28348) — Świętoszów
- 207 batalion saperów (JW 33854) — Świętoszów
- 710 batalion łączności (JW 45504) — Świętoszów
- 70 batalion remontowy (JW 88862) — Świętoszów
- 219 batalion medyczny (JW 92678) — Świętoszów
- 1082 batalion zabezpieczenia materiałowo-technicznego (JW 77935) — Świętoszów
- 336 samodzielna kompania chemiczna (JW 32204) — Świętoszów[2].

W roku 1990 dywizja miała na wyposażeniu.
- 335 czołgów (T-80)
- 274 BWP i BWR (148 BMP-2, 111 BMP-1, 15 BRM-1K)
- 27 transporterów opancerzonych BTR-60
- 108 armatohaubic samobieżnych (72 2S1 Goździk, 36 2S3 Akacja)
- 30 moździerzy 2B11 Sani
- 18 wyrzutni rakietowych BM-21

## Dowódcy
- gen. por. Iwan G. Łazariew (1945 – 1946)
- gen. mjr Aleksandr G. Polikarpow (1946 – 1947)
- gen. mjr Matwiej G. Wajnrub (1947 – 1950)
- płk Bagrat I. Isaakian (1950 – 1951)
- gen. mjr Jakow M. Baranow (1951 – 1955)
- płk Nikołaj D. Striekałow (1955 – 1956)
- gen. mjr Iwan D. Iwiljew (1956 – 1958)
- gen. mjr Stiepan J. Biełonożko (1958 – 1963)
- gen. mjr Iwan L. Żebrunow (1963 – 1969)
- gen. mjr Paweł P. Wasiliew (1969 – 1973)
- gen. mjr Władimir W. Chrustickij (1973 – 1976)
- płk Erlen W. Porfiriew (1976 – 1979)
- gen. mjr Wiktor A. Kopyłow (1979 – 1983)
- gen. mjr Borys W. Podkorytow (1983 – 1985)
- płk Michaił W. Karasiew (1985 – 1987)
- gen. mjr Witalij P. Stiepanow (1988 – 1989)
- gen. mjr Aleksandr W. Juszkiewicz (1989 – 1992)[4].